# Dee Dee Ramone
Dee Dee Ramone, właściwie Douglas Glenn Colvin (ur. 18 września 1951 w Fort Lee, zm. 5 czerwca 2002 w Hollywood) – amerykański muzyk punkrockowy, basista zespołu Ramones w latach 1974–1989.

## Życiorys

### Młodość
Douglas Glenn Colvin urodził się w Fort Lee w stanie Wirginia. Był synem amerykańskiego żołnierza stacjonującego w Niemczech i Niemki. Większość jego dzieciństwa upłynęła pod znakiem ciągłych zmian miejsca zamieszkania – z racji wykonywanego przez ojca zawodu. Kiedy był nastolatkiem jego rodzina osiadła w Berlinie, gdzie mieszkał do 15 roku życia – dopóki jego rodzice nie rozwiedli się (ojciec był alkoholikiem). Po rozwodzie matka zabrała Colvina i jego siostrę Beverly do Nowego Jorku, gdzie zamieszkali w Forest Hills (dzielnica Queens). Tam spotkał Johna Cummingsa (znany później jako Johnny Ramone) i Thomasa Erdelyi’ego (znany później jako Tommy Ramone), z którymi się zaprzyjaźnił (Cummings i Erdelyi grali wówczas w zespole Tangerine Puppets).

### Ramones

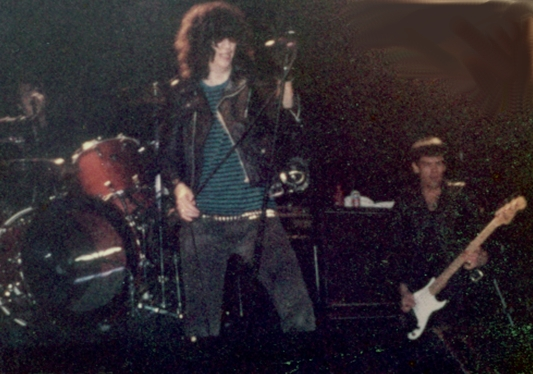
Koncert Ramones w The Eagle Hippadrome w Seattle w 1983 (Dee Dee po prawej stronie).

Colvin po nieudanym przesłuchaniu na posadę gitarzysty w nowo powstałej grupie The Neon Boys (późniejszy Television) utworzył z Cummingsem i z Jeffreyem Hymanem (znanym później jako Joey Ramone) nowy zespół. Po krótkim epizodzie na miejscu wokalisty przerzucił się na gitarę basową. Jako pierwszy w zespole przyjął nazwisko „Ramone” (odtąd znany był już jako Dee Dee Ramone) – zainspirowany Paulem McCartneyem, który używał pseudonimu Ramone (Paul Ramon) w podróży, aby zachować anonimowość w szczytowym okresie Beatlemanii. Później przekonał pozostałych muzyków do swojego pomysłu i w ten sposób Cummings stał się Johnnym Ramone, Jeffrey Hyman stał się Joeyem Ramone, a sam zespół przyjął nazwę The Ramones.

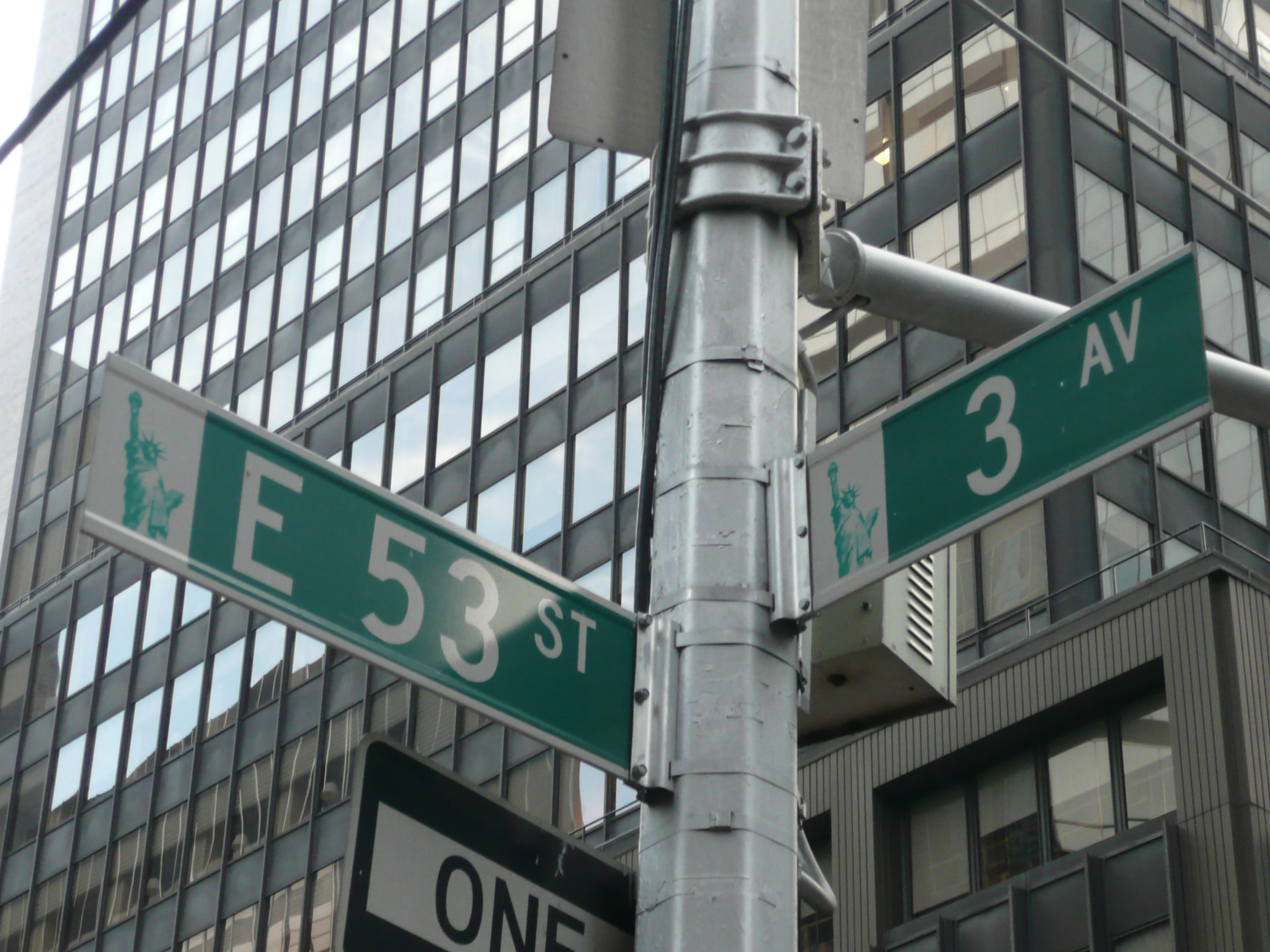
Skrzyżowanie ulic: 53 i 3 w Nowym Jorku (Manhattan)

Dee Dee był współautorem większości repertuaru Ramones. Napisał takie utwory jak: „53rd & 3rd” (traktujący o męskiej prostytucji na skrzyżowaniu ulic 53 i 3 na Manhattanie, rzekomo napisany na podstawie osobistego doświadczenia), „Glad to See You Go”, „It’s a Long Way Back to Germany”, „Chinese Rock” (pierwotnie nagrane przez Johnny’ego Thundersa i The Heartbreakers – jednak Johnny Ramone nie podchodził entuzjastycznie do pisania piosenek o narkotykach) oraz „Wart Hog” (Dee Dee go napisał w czasie leczenia na odwyku narkotykowym). Po rezygnacji z gry w zespole (1989), nadal z nimi współpracował pisząc piosenki na następne albumy.

### Kariera solowa
Jeszcze przed odejściem z Ramones rozpoczął krótką karierę jako raper pod pseudonimem „Dee Dee King”. W 1987 nagrał singla „Funky Man”, a dwa lata później ukazał się album Standing in the Spotlight. Krytyk Matt Carlson napisał, że ta płyta „zapisze się w annałach popkultury, jako jedno z najgorszych nagrań. Może stać się tylko przedmiotem dla kolekcjonerów”. Po złych recenzjach powrócił do punkrocka z różnymi krótkimi projektami takimi jak: Sprokket (w którym występował również Richard „Atomic Elf” Bachus), D Generation czy The Spikey Tops.
W 1991 na krótko związał się z zespołem GG Allina The Murder Junkies. W latach 1994–1996 prowadził zespół „Dee Dee Ramone I.C.L.C.” (Inter–Celestial Light Commune), który nagrał album I Hate Freaks Like You (1994) z gościnnym udziałem Niny Hagen. Po wydaniu płyty muzycy udali się w trasę koncertową promocyjną odwiedzając w ciągu dziesięciu miesięcy 22 kraje.
Podczas tej trasy w listopadzie 1994 Dee Dee szukając pozostawionej gitary przed jednym z hoteli w Argentynie poznał 16-letnią Barbarę Zampini. Zampini była zagorzałą fanką Ramones i grała wówczas na gitarze basowej od dwóch lat. Kilka lat później pobrali się i pozostali razem aż do śmierci Dee Dee w 2002.
W styczniu 1995 po zakończeniu trasy, grupa udała się do Amsterdamu w celu nagrania drugiej płyty. Na skutek tarć między Dee Dee a wytwórnią (Rough Trade World Service) zespół został z niej usunięty. Po otrzymaniu tej wiadomości basista John Cargo opuścił Dee Dee Ramone I.C.L.C. i wyjechał do Los Angeles. Utwory napisane przez Dee Dee i Cargo na nowy album, który nigdy nie ukazał się, zostały nagrane częściowo przez Ramones na ich ostatnią płytę ¡Adios Amigos!. W jednej z tych piosenek „Born to Die in Berlin” obok Joeya Ramone’a Dee Dee zaśpiewał w języku niemieckim.
Dee Dee został również specjalnym gościem podczas ostatniego występu Ramones w The Palace w Los Angeles 6 sierpnia 1996, podczas którego zaśpiewał w piosence „Love Kills” (C.J. Ramone grał na gitarze basowej).
Jeszcze przed zakończeniem kariery Ramones, Dee Dee utworzył tribute band o nazwie The Ramainz (wykonujący utwory Ramones) w którego składzie znaleźli się: jego żona Barbara (jako Barbara Ramone; gitara basowa) oraz C.J. Ramone (gitara) i Marky Ramone (perkusja).
W następnych latach już jako Dee Dee Ramone nagrał albumy: Zonked! (1997) i Hop Around (2000). Na początku nowego millenium przeprowadził się do Los Angeles z zamiarem kariery aktorskiej. Wystąpił w filmie Bikini Bandits (2002) u boku m.in. Jello Biafry.

### Śmierć

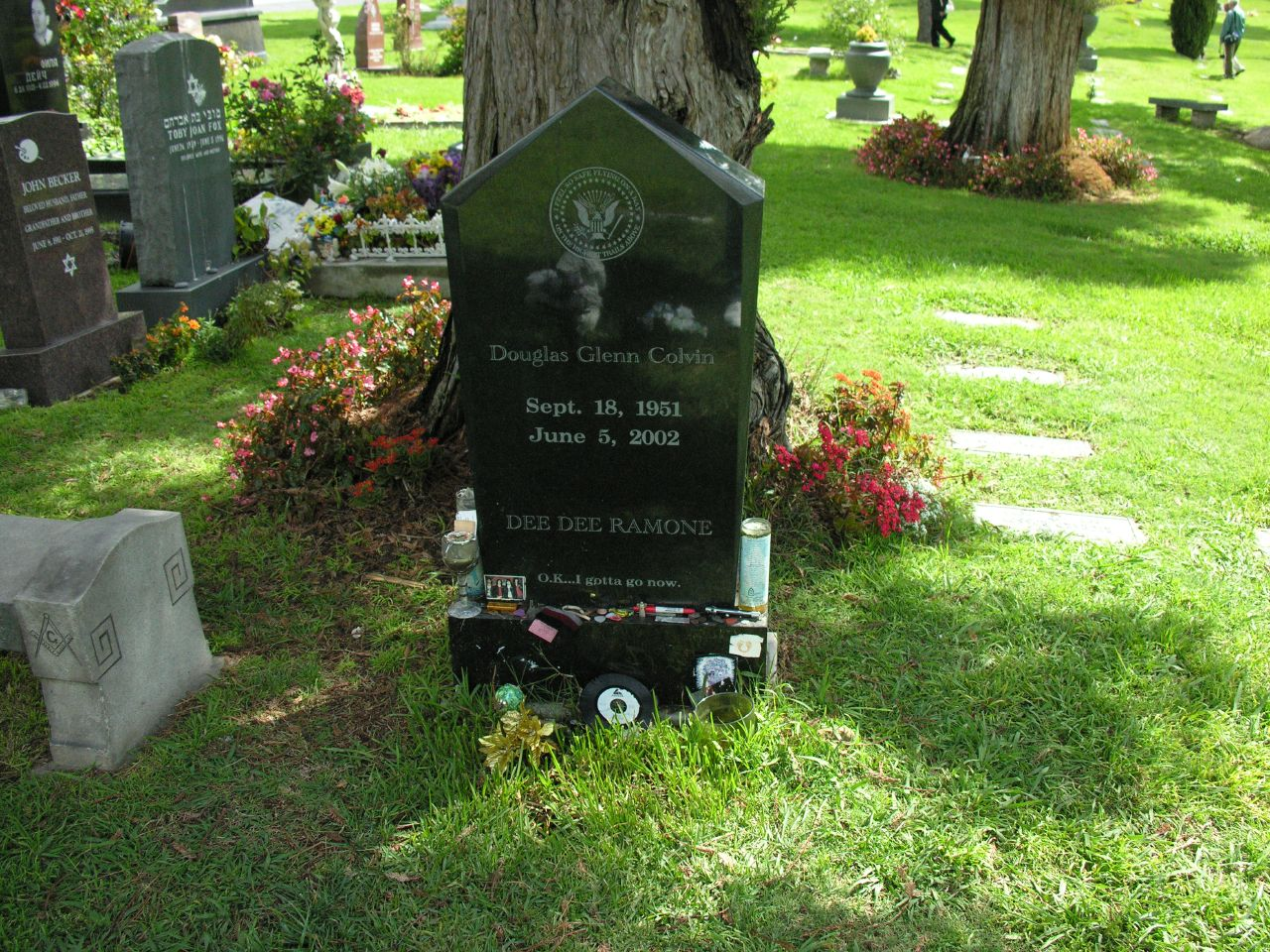
Grób Dee Dee Ramone na Hollywood Forever Cemetery

Dee Dee Ramone został znaleziony martwy wieczorem 5 czerwca 2002 przez żonę Barbarę Zampini w swoim apartamencie w Hollywood. Autopsja wykazała przedawkowanie heroiny. Jego prochy zostały złożone na Hollywood Forever Cemetery (dwa lata później na tym samym cmentarzu został pochowany Johnny Ramone).
Był osobą biseksualną.

## Książki
Dee Dee Ramone napisał dwie autobiografie: Poison Heart: Surviving the Ramones i Legend of a Rock Star (2002).
Jest również autorem powieści Chelsea Horror Hotel (2001) w której on i jego żona przenoszą się do słynnego nowojorskiego Chelsea Hotel i zamieszkują w pokoju w którym Sid Vicious rzekomo zabił Nancy Spungen. W książce Dee Dee odwiedza swoich zmarłych przyjaciół związanych z nowojorską scena punkową: Sida Viciousa (ex–Sex Pistols), Johnny’ego Thundersa (ex–New York Dolls), Stiva Batorsa (ex–The Dead Boys i The Lords of the New Church) oraz Jerry’ego Nolana (ex–New York Dolls i The Heartbreakers).

## Dyskografia

### Albumy z Ramones
- Ramones (1976)
- Leave Home (1977)
- Rocket to Russia (1977)
- It's Alive (1978)
- Road to Ruin (1978)
- End of the Century (1980)
- Pleasant Dreams (1981)
- Subterranean Jungle (1983)
- Too Tough to Die (1984)
- Animal Boy (1986)
- Halfway to Sanity (1987)
- Brain Drain (1989)

### Albumy solowe
- Standing in the Spotlight (1989) (jako Dee Dee King)
- I Hate Freaks Like You (1994)
- Zonked! (1997)
- Hop Around (2000)
- Greatest & Latest (2000)
- Too Tough to Die Live (2003)

### Single solowe
- „Funky Man” (1987) (jako Dee Dee King)
- „Chinese Bitch” (1994)